# Giacomo Trecourt
Giacomo Trecourt (Bergamo, 22 agosto 1812 – Pavia, 15 maggio 1882) è stato un pittore italiano ottocentesco formatosi presso l'Accademia Carrara di Bergamo alla scuola di Giuseppe Diotti, esponente del neoclassicismo lombardo.

## Biografia
Figlio del parigino Andrea, responsabile dell'esercito di Napoleone di stanza a Bergamo dal 1809 e insegnante di francese, viene avviato da giovanissimo all'attività di mercante di tele.
La predisposizione per il disegno lo porta a studiare dal 1828 al 1829 presso l'Accademia Carrara di Bergamo sotto la guida del neoclassicista Giuseppe Diotti, dove stringe un rapporto di grande amicizia con Piccio Carnovali da cui viene ritratto nel 1848 e con il cremonese Giovanni Scaramuzza.
Insieme a Carnovali si reca, a piedi, a Parigi nel 1845 per studiare l'opera di Delacroix, compiendo un viaggio che diventa presto leggenda nell'ambiente artistico lombardo dell'epoca.
Il fratello Luigi (1808 - 1890), che viene ritratto da Carnovali in Il pittore Luigi Trécourt, è anch'egli pittore prediletto dal maestro Diotti, attivo principalmente con affreschi all'interno di chiese (Santa Maria al Carrobiolo di Monza, Velate, Levate, Urgnano, Nese, Rudiano, Chiari, Cremona) e presente all'Esposizione di Brera del 1837 con il soggetto storico La maledizione di Cam.
Anche un terzo fratello, Francesco, è pittore noto per gli affreschi presso la Basilica di San Pietro in Ciel d'Oro di Pavia e per i dipinti La contessa Clementina nel Porto di Pavia e Veduta di Pavia dal confluente Borgo Ticino con il rotto del Gravellone, conservati presso i Musei Civici di Pavia.

## Le opere

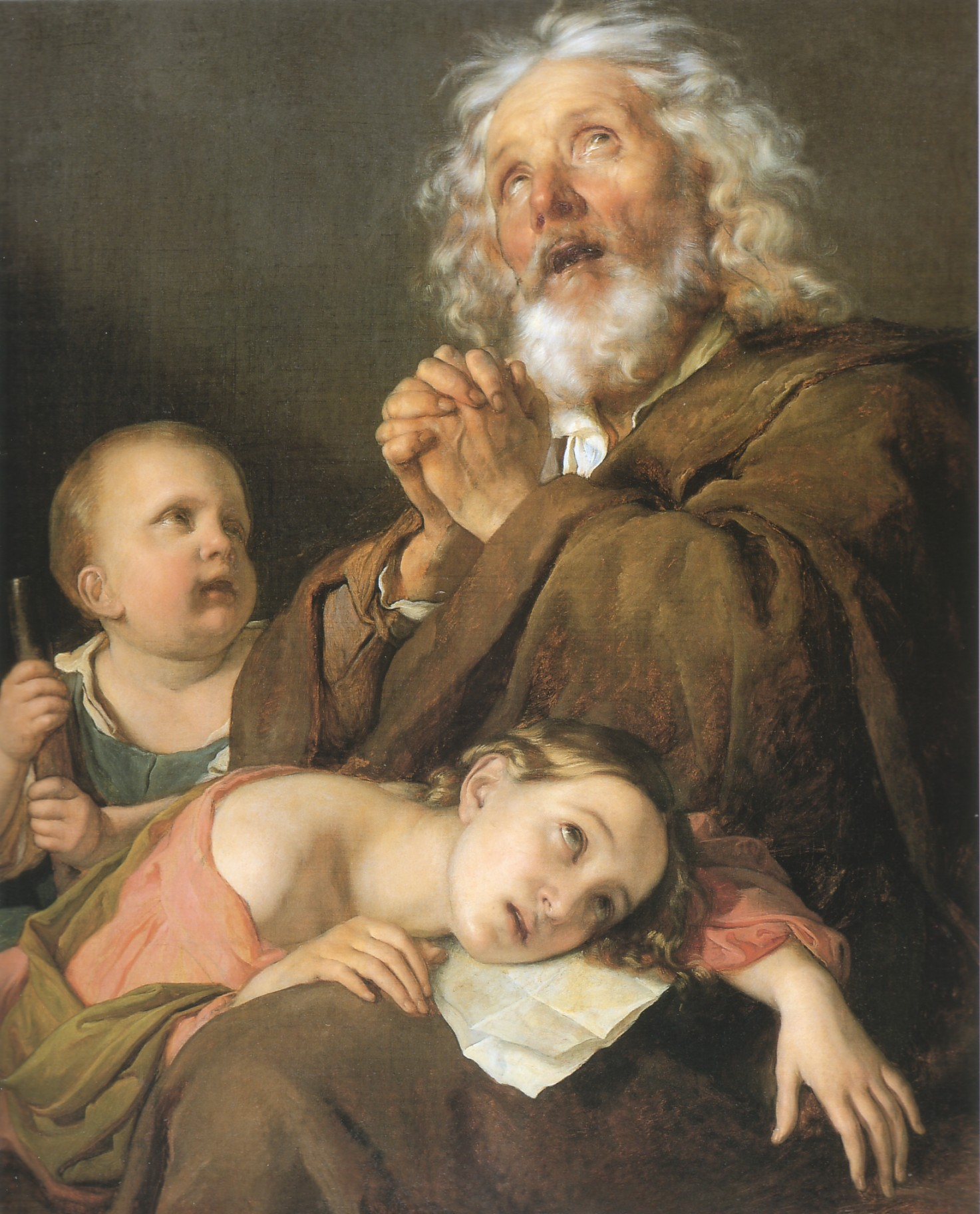
Notizia di una sciagura
Accademia Carrara, Bergamo

La sua arte subisce inizialmente l'influenza neoclassica e romantica del maestro Diotti, da cui in seguito emerge la reciproca contaminazione con l'amico Piccio Carnovali, con opere contraddistinte dall'assenza del chiaroscuro accademico e un ampio utilizzo di luminoso colore.
Nel 1833 si aggiudica una medaglia d'oro al concorso dell'Accademia Carrara con Una figura panneggiata.
Il suo periodo bergamasco si focalizza sul ritratto, fondato sia su soggetti e scene popolari di stampo verista (Due fanciulli che disegnano, che conquista il premio Scuola di Pittura del 1835 e Ritratto di Lena Presti con frutta), a volte arricchite da un forte sentimentalismo (Una famiglia nel dolore del 1837 e Notizia di una sciagura del 1840), affiancata alla produzione di tele di stampo romantico come il ciclo sullo scrittore Torquato Tasso (Torquato Tasso a Sorrento del 1841, Torquato Tasso che si espone alla propria sorella del 1843) e di tele sacre (Educazione della Vergine).
Nel 1837 esordisce a Brera con Nicolò di Bari Vescovo di Mira, dove nel 1838 presenta Torquato Tasso ed Eleonora d’Este e nel 1839 ne viene nominato socio onorario.
In seguito, si avvicina a un purismo più controllato e meno incline all'emotività, derivato da un confronto con i colleghi dell'Accademia di Francia di Roma, evidente nella sua opera più nota Ritratto di Bice Presti Tasca del 1845, che fa seguito al Ritratto di Lena Presti con frutta, entrambe conservate presso la Pinacoteca dell'Accademia Carrara.

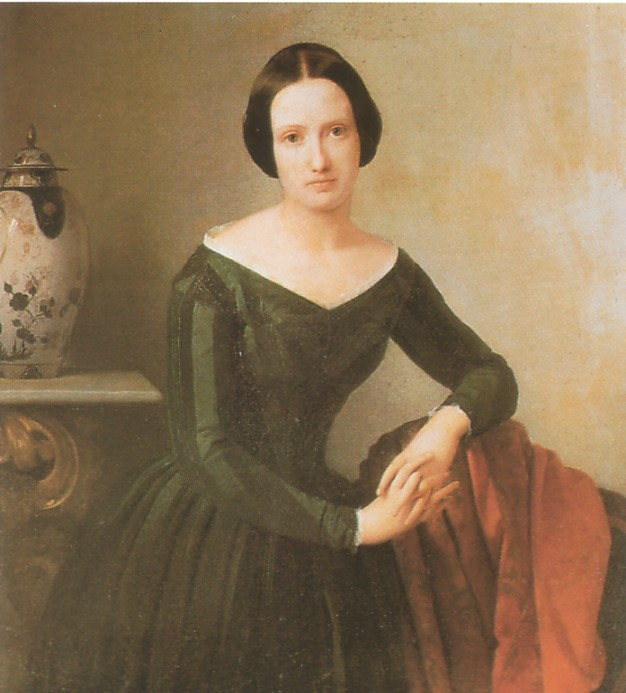
Ritratto di Bice Presti Tasca
Accademia Carrara, Bergamo

## Il periodo pavese
(Antonio Caimi in Delle arti del disegno e degli artisti nelle provincie di Lombardia, Pirola, Milano, 1862, pp. 63)
Nel 1842 viene nominato professore di Nudo e pittura e primo Direttore della Civica Scuola di Pittura di Pavia, incarico proposto dal Podestà Del Maino, che annovera come allievi Tranquillo Cremona, uno dei fondatori della Scapigliatura, Ezechiele Acerbi, Federico Faruffini, Pasquale Massacra e Giovan Battista Garavaglia.
Il periodo è contraddistinto da un'ampia produzione ritrattistica, in parte aderente al tema del classicismo ellenista in voga al tempo (Lord Byron sulle sponde del mare ellenico e Autoritratto in costume orientale). 
Nel 1843 partecipa nuovamente all'Esposizione di Brera con la pala d'altare L'invenzione del corpo di San Nazaro, commissionata dalla Fabbriceria della chiesa parrocchiale di Urgnano.
Copiosa la produzione di dipinti e affreschi collocati in chiese, come ad Adrara San Martino, Villongo, Chiari, Azzanello
Nel 1861 partecipa all'Esposizione nazionale italiana di Firenze.
Colpito da paralisi nel 1878, lascia la direzione della Scuola a Pietro Michis e muore nel 1882.

## Opere principali
- Ritratto di Lena Presti con frutta (1830-1840), olio su tela, Accademia Carrara, Bergamo;
- Due fanciulli che disegnano (1835), olio su tela, Accademia Carrara, Bergamo;
- Una famiglia nel dolore (1837), olio su tela, Accademia Carrara, Bergamo;
- Ritratto del pittore Giovanni Scaramuzza (1842), olio su tela, Accademia Carrara, Bergamo;
- Autoritratto in costume all'orientale (1842-1850), olio su tela, Musei Civici di Pavia;
- Ritratto di Alessandro Brambilla (1842-1850), olio su tela, Musei Civici di Pavia;
- Ritratto di Gerolamo Novati (1843), olio su tela, Musei Civici di Pavia;
- Ritratto di Beatrice Novati (1843), olio su tela, Musei Civici di Pavia;
- Ritratto di Beatrice (Bice) Presti Tasca (1845), olio su tela, Accademia Carrara, Bergamo;
- Autoritratto (1850), olio su tela, collezione privata;
- Lord Byron sulle sponde del mare ellenico (1850), olio su tela, Musei Civici di Pavia;
- Ritratto del Conte Broglio (1850-1860), olio su tela, Musei Civici di Pavia;
- La mascherina (1860-1865), olio su tela, Musei Civici di Pavia;
- Ritratto di Carolina Curti (1860-1880), olio su tela, Musei Civici di Pavia;
- Ritratto di giovane donna (La Malinconia) (1864), olio su tela, Accademia Carrara, Bergamo;
- Ritratto di Giuditta Rancati (1872), olio su tela, Musei Civici di Pavia;
- Ossian canta a Malvina le gesta di Carthon (non datata), olio su tela, Museo di Santa Giulia, Brescia;
- Ritratto della bambina Eloisa Zendrini con il fratello (non datata), olio su tela, Accademia Carrara, Bergamo;
- Le orfanelle (non datata), olio su tela, Musei Civici di Pavia;
- Ritratto della nobile Beccaria (non datata), olio su tela, Musei Civici di Pavia;
- Ritratti: ritratto di Vittorio Emanuele II (non datata), olio su tela, Università degli Studi di Pavia.